# 换档键

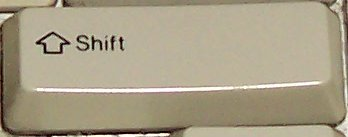
Shift鍵

换档键（Shift鍵，也有称作“上档键”）通常印上向上箭头標記。普遍有兩顆，多數位於Ctrl鍵之上；亦有一些鍵盤只設有一顆Shift鍵。

## 功能
輸入英文字時，若CapsLock为关闭状态，同時按着Shift鍵，英文字會變成大寫；若CapsLock为开启状态，则输入时同時按着Shift鍵，英文字會變成小写。
一些大多数符号键及数字键有两个符号，其中在下面的可以直接按，在上面的要先按住shift键不放后才能按。如分号键（;）按住shift来输入会变成冒号（:）。
在微軟Windows Vista之前的作業系統中，切換至倉頡或速成輸入法時，按着Shift和字母鍵會出現該英文字母的小寫；而Vista中，切換至倉頡或速成輸入法時，按着Shift和字母鍵則會出現該英文字母的大寫。
滑鼠拖曳檔案時，按着Shift鍵，會變成移至。點選檔案時，按着Shift鍵，會變成選擇該兩檔案之間所有檔案。